# Марк (сын Василиска)
Марк (лат. Marcus) — восточно-римский император-соправитель в 475—476 годах.
Марк был сыном византийского императора Василиска, который являлся братом супруги императора Льва I Элии Верины, и Элии Зеноны. После того, как его отец отнял престол у Зенона Исаврянина и прогнал того в Сирию в 475 году, Марк был объявлен Цезарем в Константинополе. В том же году его повысили до Августа. 
Однако в августе 476 года Зенон при помощи сильной армии вернулся на трон. Марк и его родители укрылись в одной из церквей, но были схвачены и отправлены по приказу Зенона в каппадокийскую крепость Лимны. Там их закрыли в цистерне, где они умерли от жажды.